# Ulica Antoniego Małeckiego w Poznaniu
Ulica Antoniego Małeckiego w Poznaniu – ulica znajdująca się na Łazarzu, na obszarze jednostki pomocniczej Osiedle Św. Łazarz. Została wytyczona w końcu XIX w. w miejscu polnej drogi, otoczonej przez łąki i stawy. Biegnie od ul. Gąsiorowskich na północy do Rynku Łazarskiego na południu. Kolejne przecznice to ul. Kanałowa, ul. Strusia oraz tworzące kwadratowy placyk ul. Graniczna (tylko po stronie wschodniej) i ul. Łukaszewicza.

## Kierunki ruchu
Ulica na całej długości jest jednokierunkowa z obowiązującym kierunkiem ruchu:
- na odcinku od ul. Strusia do ul. Gąsiorowskich w stronę ulicy Gąsiorowskich,
- na odcinku od ul. Strusia do Rynku Łazarskiego w stronę Rynku Łazarskiego.

## Historia nazewnictwa
Na przestrzeni lat ulica miała różne nazwy:
- do 1919 r.: Prinzenstrasse (pol. ul. Książęca)
- od 5 stycznia 1920 roku[2] do II wojny światowej: Antoniego Małeckiego
- okres II wojny światowej: Georgenstrasse[3]
- od zakończenia II wojny światowej: Antoniego Małeckiego.

## Zabudowa
Już w początkowym okresie istnienia w szybkim tempie została zwarcie zabudowana 3-4 piętrowymi domami czynszowymi. Wyróżniają się budynki nr  16 z 1902 r. ze sgraffitową dekoracją elewacji (proj. pracowni Oskara Hoffmanna) i nr 27, na rogu ul. Strusia, z ceramiczną dekoracja secesyjną, zbudowany dla kupca Oskara Stillera (zapewne proj. pracowni Oskara Hoffmanna), a także nr 22 z secesyjnym wystrojem elewacji, czy sztukaterie portalu w domu nr 24. Domy nr 35 i 37 projektował Emil Asmus w latach około 1900-1905.
W okresie międzywojennym mieszkało tu kilku artystów malarzy, m.in. pod nr 10 Zdzisław Eichler, pod nr 26 Eugeniusz Dąbrowa (Dąbrowski) i pod nr 27 Damazy Kotowski.
Do lat 80. w budynku pod numerem 12a funkcjonowało studio poznańskiego oddziału Telewizji Polskiej.